# Верховня
Верхо́вня (укр. Верхівня) — село на Украине, основано в 1600 году, находится в Ружинском районе Житомирской области.
Код КОАТУУ — 1825281801. Население по переписи 2001 года составляло 1074 человека. Почтовый индекс — 13613. Телефонный код — 4138. Занимает площадь 4,653 км².

## История
Верховня впервые упоминается в польских документах и хрониках в 1600 г. как владение Ядвиги из Фальчевских княгини Ружинской. Тогда Верховня входила в состав Речи Посполитой. Право владения этими землями князь Любомирский передал Францишку Скорунскому в 1753 г. После смерти Скорунского и его дочери Софии, вышедшей замуж за Яна Ганского, земли достались их сыну Вацлаву. Последний и создал имение Верховня в том виде, котором оно дошло до наших дней.

## Имение Ганских

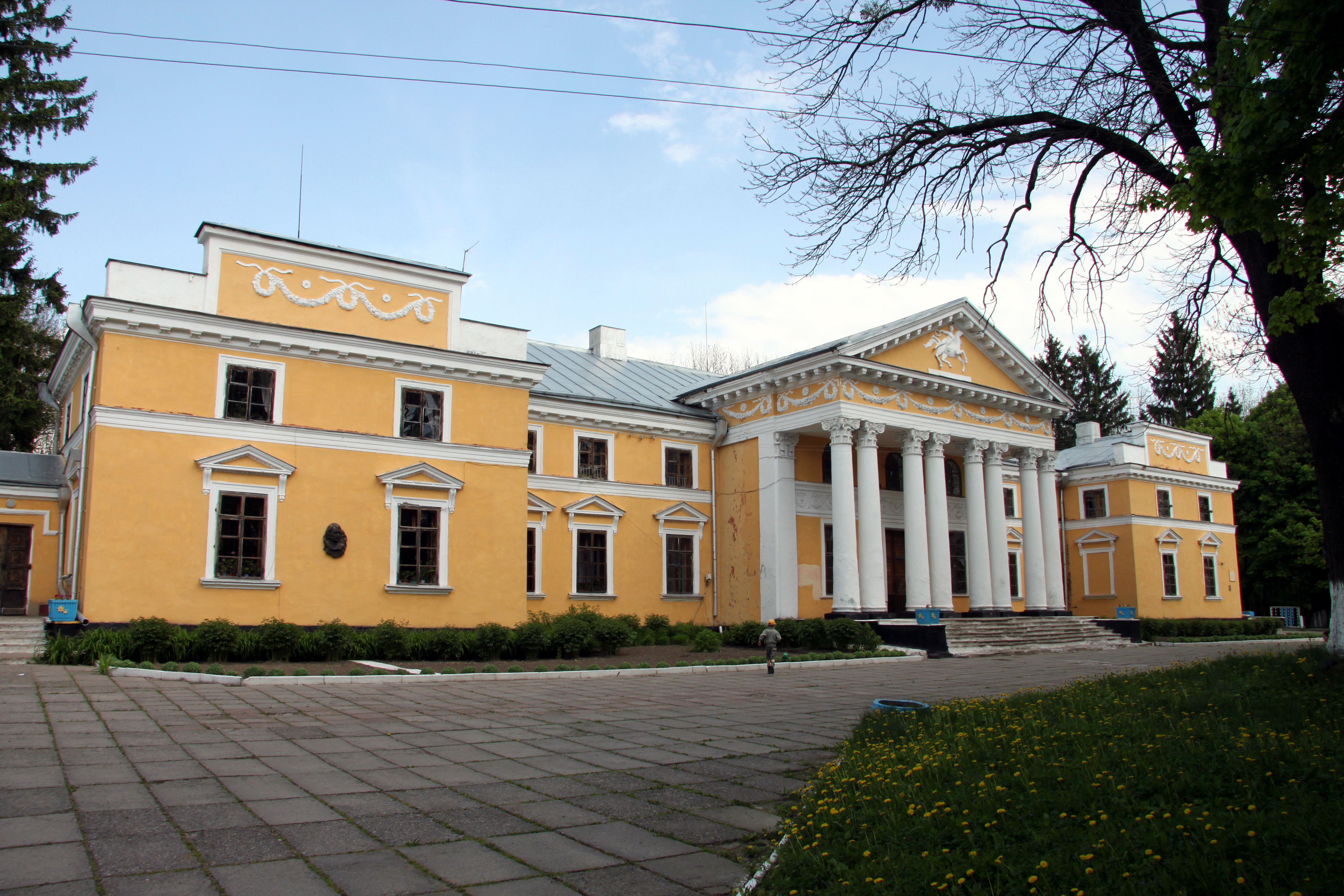
Дворец в усадьбе Ганских

В XVIII—XIX вв. имение Верховня принадлежало шляхетскому роду Ганских. Именно при Ганских в Верховне строится дворец в стиле ампир и закладывается пейзажный парк, сохранившиеся до настоящего времени. Оноре де Бальзак приехал сюда к своей возлюбленной Эвелине Ганской. Во дворце Ганских устроен литературный музей. Дочь Эвелины продала Верховню своему дяде Адаму Ржевускому. Его дочь Екатерина венчалась здесь с князем Вильгельмом Адамом Карлом Радзивиллом.